# Eupithecia orsetilla
Eupithecia orsetilla là một loài bướm đêm trong họ Geometridae.